# Escudo de Senegal
El escudo de la República de Senegal fue adoptado en diciembre de 1965, según un diseño de la heraldista francesa Suzanne Gauthier, y lleva los colores panafricanos (verde, amarillo y rojo) y la estrella de la bandera estatal. Se trata de una combinación de los símbolos presentes en el sello presidencial (el león) y en el sello de Estado (el baobab).
Es un escudo partido: el primero, de gules, un león de oro; el segundo, de oro, un baobab al natural acompañado en la punta de una faja ondulada de sinople en representación del río Senegal. El escudo está rodeado de dos palmas de plata pasadas en aspa que llevan una cinta de plata con el lema nacional en francés:  UN PEUPLE, UN BUT, UNE FOI (Un Pueblo, Una Meta, Un Credo). Acoplado detrás del escudo, de la punta cuelga la Orden Nacional del León, la máxima condecoración de Senegal. Por timbre, una estrella de cinco puntas de sinople.
Según la interpretación oficial, el León es una señal frecuente del grupo étnico nord-sudanés,  al cual pertenece la mayor parte de los senegaleses. Antes de la presencia francesa, era el animal simbólico del Poder; el rey era, pues, un rey-león-sol-dios. A partir de la independencia se convertirá en el animal simbólico del Estado, alusivo al coraje y la lealtad del pueblo senegalés.
El baobab, por su parte, es un árbol típico de la flora senegalesa. A menudo la plaza de los antiguos poblados se caracteriza por la presencia de un grupo de baobabs centenarios. Además, es un árbol del que se extraen diversos productos alimenticios y fibra para confeccionar cuerdas sólidas.

## Escudos históricos

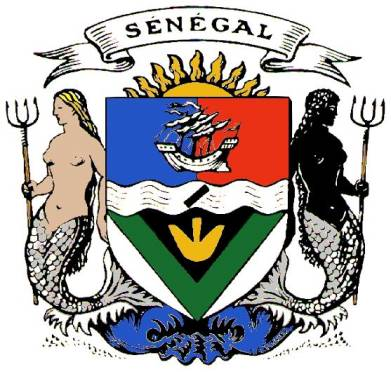
Escudo de armas de la República Autónoma de Senegal (1958)
Escudo de armas de la Federación de Malí (1959-1960)
Escudo de armas de la República de Senegal (1960-1965)